# Zhanna Pintusevich-Block
Zhanna Pintusevich-Block (en ucraniano: Жанна Пінтусевич-Блок) (nacida Zhanna Tarnopolskaya), (Nijyn, 6 de julio de 1972) es una atleta ucraniana de pruebas de velocidad retirada, especialista en 100 y 200 metros, fue campeona del mundo en 1997 en 200 metros y en 2001 de los 100 metros.

## Biografía
Block nació en el pequeño pueblo de Nezhin, cerca de Chernigov en Ucrania y que decidió dedicarse a las carreras de velocidad cuando se dio cuenta de que podía vencer a todos los niños de su escuela local.
En los años intermedios, se convirtió por primera vez en Zhanna Pintusevich después de casarse con un corredor de vallas internacional y mudarse a Kiev.
Y después de la ruptura de su matrimonio, se mudó a los EE. UU., donde se casó con el agente deportivo y entrenador, Mark Block, y estableció su hogar en Johnson City, Tennessee.

## Trayectoria
Zhanna Pintusevich se dio a conocer en el Campeonato Europeo Junior en 1991 en representación de la Unión Soviética, ganó los 100 metros y 200 metros, además de la medalla de plata en el relevo 4 x 400 metros.
Zhanna saltó a la fama mundial en 1997 en el Campeonato Mundial de Atenas cuando ganó la medalla de oro en los 200 metros (22,32), venciendo a la estadounidense Marion Jones, y ganando la medalla de plata en los 100 metros (10,85 - su mejor marca personal), justo perdiendo ante Jones en la línea de meta. Entre sus otros resultados destacados, Zhanna ocupó el segundo lugar en los 200 metros en el Campeonato de Europa de 1998, el cuarto en los 100 metros en la Copa del Mundo de 1998.
El 6 de agosto de 2001, compitiendo en su quinto Campeonato Mundial, Zhanna finalmente derrotó a Marion Jones en la final de los 100 metros para ganar la medalla de oro. Para comprender la magnitud de esta victoria, considere que Jones no había perdido una final de 100 metros durante cuatro años, ¡en 42 carreras consecutivas! El tiempo de Zhanna de 10.82 (Jones corrió 10.85) fue su mejor marca personal y la más rápida del mundo ese año. También había derrotado a Jones en las semifinales.
En 2011 recibió una suspensión de dos años por resultar positivo por dopaje, y sus resultados del 30 de noviembre de 2002 en adelante fueron anulados. A su marido y entrenador, Mark Block, se le dio una prohibición de 10 años en el deporte por el suministro de drogas a su esposa para mejorar el rendimiento.
Participó en los 100 y 200 metros en los Juegos Olímpicos de 1996 y los Juegos Olímpicos de 2000, llegando a la final en tres ocasiones. También participó en los 100 metros y relevos 4 x 100 metros en los Juegos Olímpicos de 2004, sin embargo, no pudo avanzar a la final. Nunca ganó una medalla olímpica pero terminó en el cuarto lugar en la final de 100 metros de Juegos Olímpicos de Sídney 2000.

## Palmarés
| Fecha | Competencia                       | Sede                   | Resultado | Prueba     | Marca |
| ----- | --------------------------------- | ---------------------- | --------- | ---------- | ----- |
| 1993  | Campeonato Mundial Pista Cubierta | Toronto, Canadá        | 3°        | 60 metros  | 7,21  |
| 1994  | Campeonato Europeo                | Helsinki, Finlandia    | 2°        | 100 metros | 11,10 |
| 1994  | Campeonato Europeo                | Helsinki, Finlandia    | 2°        | 200 metros | 22,77 |
| 1997  | Campeonato Mundial                | Atenas, Grecia         | 2°        | 100 metros | 10,85 |
| 1997  | Campeonato Mundial                | Atenas, Grecia         | 1°        | 200 metros | 22,32 |
| 1998  | Campeonato Europeo                | Budapest, Hungría      | 2°        | 200 metros | 22,74 |
| 2001  | Campeonato Mundial                | Edmonton, Canadá       | 1°        | 100 metros | 10,82 |
| 2003  | Campeonato Mundial                | París, Francia         | 2°        | 100 metros | 10,99 |
| 2003  | Campeonato Mundial Pista Cubierta | Birmingham, Inglaterra | 1°        | 60 metros  | 7,04  |

## Mejores marcas personales

### Aire libre
| Prueba     | Fecha               | Sede             | Marca   |
| ---------- | ------------------- | ---------------- | ------- |
| 100 metros | 6 de agosto de 2001 | Edmonton, Canadá | 10,82 s |
| 200 metros | 9 de julio de 1997  | Monachil, España | 22,17 s |

### Pista cubierta
| Prueba     | Fecha                | Sede                    | Marca   |
| ---------- | -------------------- | ----------------------- | ------- |
| 50 metros  | 2 de febrero de 1993 | Moscú, Rusia            | 6,09 s  |
| 60 metros  | 14 de marzo de 2003  | Birmingham, Reino Unido | 7,04 s  |
| 100 metros | 4 de febrero de 2002 | Tampere, Finlandia      | 11,34 s |